# MoMA
Muzej moderne umjetnosti u New Yorku (engl. Museum of Modern Art, skr. MoMA) je muzej umjetnosti u centru Manhattana, New York City, SAD, na 53. ulici, između 5. i 6. avenije. Sam po sebi je institucija koja je odgovorna za razvoj i kolekciju modernih umjetničkih djela, a često ga ističu kao najutjecajniji muzej moderne umjetnosti u svijetu. Muzejska kolekcija predstavlja nenadmašan presjek moderne i suvrmene svjetske umjetnosti uključujući djela arhitekture, dizajna, crteže, slike, skulpture, fotografije, grafike, ilustrirane knjige, ali i filmove i elektroničke medije.
Muzej je otvoren 7. listopada 1929. godine, samo devet dana nakon pada burze na Wall Streetu, i to izložbom djela van Gogha, Gaugina, Seurata i Cezannea, kao prvi muzej moderne umjetnosti u SAD-u. Muzej moderne umjetnosti čuva najveću zbirku suvremene umjetnosti, što ga čini jednim od najutjecajnijih muzeja na svijetu. Muzej je razvila i osnovala Abby Aldrich Rockefeller, supruga Johna D. Rockefellera mlađeg, zajedno s dvojicom svojih prijatelja, a sada posjeduje niz umjetnina s preko 150.000 djela. Najutjecajni predsjednik muzeja bio je Nelson Rockefeller (1939. – 1958.) koji je i premjestio muzej na današnju lokaciju 1939. godine.
Knjižnica i arhivi u MoMA-i sadrže preko 300.000 knjiga, umjetničkih knjiga, kao i predmeta od više od 70.000 umjetnika. Arhiva prije svega sadrži materijal vezan za modernu i suvremenu umjetnost. Također je dom za mnogostruko nagrađivan restoran imena The Modern, kojim upravlja francuski šef Gabriel Kreuther. Zbirka također uključuje djela legendi svjetskog dizajna kao što su: Livio Castiglioni, Luigi Caccia Dominioni, Gio Ponti, Achille Castiglioni, Pier Giacomo Castiglioni.
Godine 2019. MoMA je otvorila novo krilo, čime je ukupni muzejski prostor značajno uvećan, za nešto više od 4000 četvornih metara, a izložbeni koncept izmijenjen.

## Kolekcija
MoMA posjeduje djela najslavnijih modernih umjetnika kao što su: Picasso, Andy Warhol i Dali, kao i slavnu sliku Van Gogha, Zvjezdanu noć.
U posjedu galerije su i druga slavna djela kao što su: 
- Claude Monet, Lopoči (triptih), 1890. – 1906.
- Henri Matisse, Ples, 1910., i Šljivin cvat, 1948.
- Umberto Boccioni, Grad koji se uspinje, 1910.
- Giorgio de Chirico, Ljubavna pjesma, 1914.
- Salvador Dali, Postojanost pamćenja, 1931.
- Piet Mondrian, Brodway Boogie Woogie, 1941.
- Francis Bacon, Slika (1946.), 1946.
- Andrew Wyeth, Kristinin svijet, 1948.
- Jackson Pollock, Broj. 31., 1950.
- Barnett Newman, Slomljeni obelisk, 1963.

Te djela Cézannea, Fride Kahlo, Maxa Ernsta, i dr.

## Galerija odabranih djela
- Vincent van Gogh, Zvjezdana noć, 1889.
- Paul Gauguin, Te aa no areois, 1892.
- Henri Rousseau, La Bohémienne endormie  (Uspavana ciganka), 1897.
- Pablo Picasso, Gospođice iz Avignona, 1907.
- Umberto Boccioni, Grad koji se uspinje, 1910.
- Umberto Boccioni, Jedinstvene forme kretanja u prostoru, 1913.
- Kazimir Maljevič, Bijelo na bijelom, 1918.
- Claude Monet, Odraz oblaka na jezeru lopoča, oko 1920.
- Piet Mondrian, Broadway Boogie Woogie, 1942.
- Theo van Doesburg, Kompozicija VII (krava), 1947.
- Dizajnerski namještaj u muzeju.
- Philip Johnson, Model staklene kuće.